# Paul E. Patton
Paul Edward Patton, né le 26 mai 1937 à Fallsburg, est une personnalité politique américaine, membre du Parti démocrate. Il est le 59e gouverneur du Kentucky (1995 à 2003).